# Tefnakht
Tefnajt o Shepsesra va ser el dignatari fundador de la relativament breu dinastia XXIV d'Egipte. Va regnar de circa 740 a 718 aC, segons von Beckerath.
Plutarc l'anomena Tecnatis i Diodor de Sicília Tnefaktos.
Tefnajt, no era d'origen libi, com es pensava fa temps, sinó membre d'una família de sacerdots de Saïs, d'origen desconegut. Va establir la seva capital a Sais, on va ser governant de 742 a 727 aC. Va constituir una aliança amb altres dirigents menors de la regió del delta del Nil per recuperar el Regne Mitjà d'Egipte i l'Alt Egipte, que estaven sota influència del rei cuixita Piye. Tefnajt va ser capaç de capturar moltes ciutats de la regió del delta, fent-se considerablement més poderós que qualsevol dels seus predecessors de les dinasties XXII o XXIII.
Abans de prendre el títol no reial de «Gran cap de l'oest», Tefnajt va aconseguir estendre la seva influència cap al sud, capturant la ciutat de Memfis i assetjant la ciutat d'Heracleòpolis, que era aliada del rei cuixita. Això va causar que s'enfrontés amb a Piye, especialment després que Nimlot, el governant d'Hermòpolis, desertés de la influència de Piye i s'aliés amb ell.
Un parell de trobades navals a l'Egipte Mitjà aviat van confirmar més avançaments de la coalició de Tefnajt en territoris de Piye, encara que Memfis va ser recuperada ràpidament pels cuixites. Després de diverses campanyes, els aliats de Tefnajt es van rendir davant de Piye i Tefnajt es va trobar aïllat. Finalment, es va sotmetre al monarca cuixita i li va jurar lleialtat, però es va negar a presentar-se davant seu.
Aquests esdeveniments estan gravats en la Gran Estela de la Victòria que Piye va erigir el dia de cap d'any, en el seu vint-i-unè any de regnat. Poc de temps després, Piye va tornar a la seva llar, a Gebel Barkal, a Kush, i mai més va retornar a Egipte.
Malgrat aquesta derrota, Tefnajt va romandre com a governador de la seva regió, i passat un temps va aconseguir reafirmar el seu poder en tota la regió de delta, el Baix Egipte.
| Predecessor: Iuput II | Faraó Dinastia XXIV | Successor: Bakenrenef |